# Re-Logic
Re-Logicは、インディアナ州に本拠を置くアメリカのインディーゲームの開発及び販売をする企業であり、2011年Andrew Spinksによって設立された。Terrariaを開発した企業として知られている。

## 概要
Re-Logicは、2011年1月に開発が始まったTerrariaの開発初期段階に、Andrew Spinksによって設立された。Terrariaは2011年5月16日にWindows用にリリースされ、その後複数のアップデートを行い、2012年2月、Terariaに最後のバグ修正パッチをリリースすることを発表したが、開発は2013年に再開された。E32019にて、Re-Logicはゲームの最終アップデートを発表し、アップデート1.4「Journey's End」は 2020年5月16日にリリースされた。しかし、いまだアップデートが続いており、開発は継続されている。
2019年、Epic Games Storeで独占的に販売されるゲームの数が増加したことに対して、Re-LogicのWhitney Spinksは、同社の開発するタイトルがEpic Games Storeのみで販売されることは決してないと断言した。 
2021年、Andrew Spinksは、Re-Logic/SpinksのGoogleアカウントが3週間前に停止されたことをめぐって、Googleと問題となり、YouTube、Gmail、Google Driveのアカウントにアクセスできなくなった。その結果、TerrariaがStadiaに登場しないことを発表し、Re-Logicは今後Googleの提供するプラットフォームで新しいゲームをリリースしないと発表した。1か月後、Re-Logicは、SpinksのGoogleアカウントの停止についてGoogleと和解し、TerrariaがStadiaに移行することとなった。

## ゲーム

### 開発
- テラリア(2011~)

### 提供
- ピクセル　ピラシー(2015~)
- ピクセル プライベーター(2017~)